# Wien Westbahnhof
A Wien Westbahnhof (szó szerinti fordításban: Bécs Nyugati pályaudvar) az osztrák főváros, Bécs másfél évszázados múltra visszatekintő vasúti fejpályaudvara, az osztrák Westbahn kiindulópontja. Régebben indultak innen vonatok Salzburg, München, Frankfurt am Main, Zürich, Budapest, Bukarest, Belgrád irányába is, de a 2015. december 13-i menetrendváltással az összes távolsági vonat a Hauptbahnhofon áll meg, azóta a Westbahnhofot már csak az elővárosi vonatok érintik. Az állomás egyúttal helyiérdekű vasúti szerelvények (S-Bahn), két metróvonal (U3 és U6) megállója. Hat villamosvonal is érinti az állomás előtti teret, az Europaplatzot.
A legutóbbi, 2010-ben befejezett felújítása (a műemlékvédelem alatt álló, 1951-ben épült központi csarnok megtartása mellett) az állomásnak új, modern arculatot adott és funkcióbővülést is jelentett.
2004-ben a Schönster Bahnhof Österreichs („Legszebb osztrák vasútállomás”) verseny harmadik helyezettje lett.

## Fekvése
Az állomás a bécsi 15. kerületben, Rudolfsheim-Fünfhausban található, a Gürtel közelében.
A Mariahilfer Straße, amely az épület déli oldalán, nyugat-keleti irányban halad, közvetlen kapcsolatot teremt a városközponttal.

## Forgalma
A Westbahnhof jelentősége a Wien Hauptbahnhof 2015-ös végső átadásával háttérbe szorult. December 13-a óta innen csak Amstetten, Krems an der Donau, St. Peter-Seitenstetten, St. Pölten és St. Valentin felé mennek vasúti járatok, továbbá az S50-es S-Bahn használja még a vasútállomást.

## Linien, welche ab Wien Westbahnhof verkehren
| Linie | Verlauf |
| ----- | --- |
|       | Wien Westbahnhof – Wien Penzing – Wien Hütteldorf – Tullnerbach-Pressbaum – Rekawinkel – St. Pölten Hbf |
|       | Wien Westbahnhof – Wien Hütteldorf – Tullnerfeld – St. Pölten Hbf – Pöchlarn – Amstetten (via Wienerwaldtunnel) |
|       | Wien Westbahnhof – Wien Hütteldorf – St. Pölten Hbf – Amstetten – Linz Hbf – Wels Hbf – Attnang-Puchheim – Vöcklabruck – Salzburg Hbf (– Rosenheim – München Ost – München Hbf – Augsburg – Ulm – Stuttgart / – Kufstein – Wörgl Hbf – Innsbruck Hbf – Bregenz – Lindau) |
| S50   | Wien Westbahnhof – Wien Penzing – Wien Hütteldorf – Wien Wolf in der Au – Wien Hadersdorf – Wien Weidlingau – Unterpurkersdorf – Purkersdorf Zentrum – Unter Tullnerbach – Tullnerbach-Pressbaum – Pressbaum – Dürrwien – Rekawinkel – Neulengbach |
| U3    | Ottakring – Kendlerstraße – Hütteldorfer Straße – Johnstraße – Schweglerstraße – Westbahnhof – Zieglergasse – Neubaugasse – Volkstheater – Herrengasse – Stephansplatz – Stubentor – Landstraße – Rochusgasse – Kardinal-Nagl-Platz – Schlachthausgasse – Erdberg – Gasometer – Zippererstraße – Enkplatz – Simmering |
| U6    | Siebenhirten – Perfektastraße – Erlaaer Straße – Alterlaa – Am Schöpfwerk – Tscherttegasse – Bahnhof Meidling – Niederhofstraße – Längenfeldgasse – Gumpendorfer Straße – Westbahnhof – Burggasse-Stadthalle – Thaliastraße – Josefstädter Straße – Alser Straße – Michelbeuern-AKH – Währinger Straße-Volksoper – Nußdorfer Straße – Heiligenstadt – Friedensbrücke – Spittelau – Jägerstraße – Dresdner Straße – Handelskai – Neue Donau – Floridsdorf |
|       | Praterstern – Friedensbrücke – Franz-Josefs-Bahnhof – Lazarettgasse, Allgemeines Krankenhaus – Lerchenfelder Straße – Westbahnhof |
|       | Burggasse-Stadthalle – Westbahnhof – Gumpendorfer Straße – Margaretengürtel – Matzleinsdorfer Platz – Favoritenstraße – Geiereckstraße |
|       | Wallrißstraße – Gersthof – Elterleinplatz – J.-Nepomuk-Berger-Platz – Schweglerstraße – Urban-Loritz-Platz – Westbahnhof |
|       | Burggasse-Stadthalle – Westbahnhof – Gumpendorfer Straße – Margaretengürtel – Matzleinsdorfer Platz – Hauptbahnhof – Quartier Belvedere – St. Marx – Schlachthausgasse |
|       | Westbahnhof – Mariahilfer Straße – Diesterweggasse, Penzing – Baumgarten |
|       | Westbahnhof – Mariahilfer Straße – Penzinger Straße – Schloss Schönbrunn – Hietzing – Mauer – Rodaun |
| N6    | Westbahnhof – Gumpendorfer Straße – Matzleinsdorfer Platz – Favoritenstraße – Geiselbergstraße – Enkplatz/Grillgasse |
| N8    | Alterlaa – Hetzendorf – Bahnhof Meidling – Längenfeldgasse – Westbahnhof – Gürtel – Währinger Straße-Volksoper – Gürtel – Handelskai |
| N49   | Hütteldorf, Bujattigasse – Baumgarten – Hütteldorfer Straße – Johnstraße – Schweglerstraße – Westbahnhof – Volkstheater – Kärntner Ring, Oper |
| N54   | Westbahnhof – Ober St. Veit |
|       | Wien Westbahnhof – Wien Hauptbahnhof – Flughafen Wien |

Egyes vonatok a következő helyekre is közlekednek: Waidhofen an der Ybbs, Kleinreifling, St. Valentin, Hieflau, és Weißenbach-St. Gallen.

## Megközelítése közösségi közlekedéssel
- Metró:   U3 ,  U6
- Villamos:  5, 6, 9, 18, 52, 60
- Éjszakai autóbusz:  N6, N8, N49, N54

## Képek

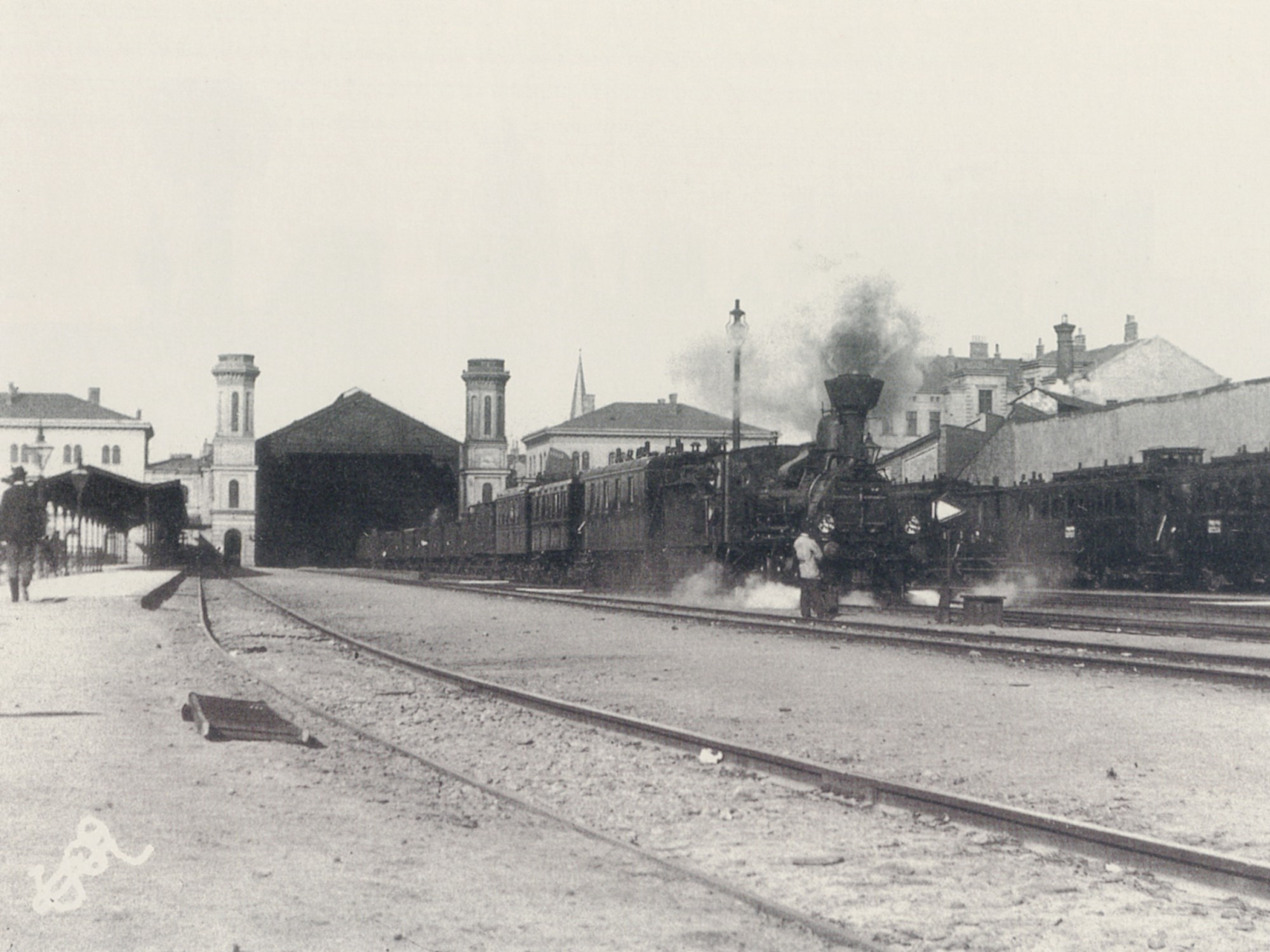
A Westbahnhof 1895-ben
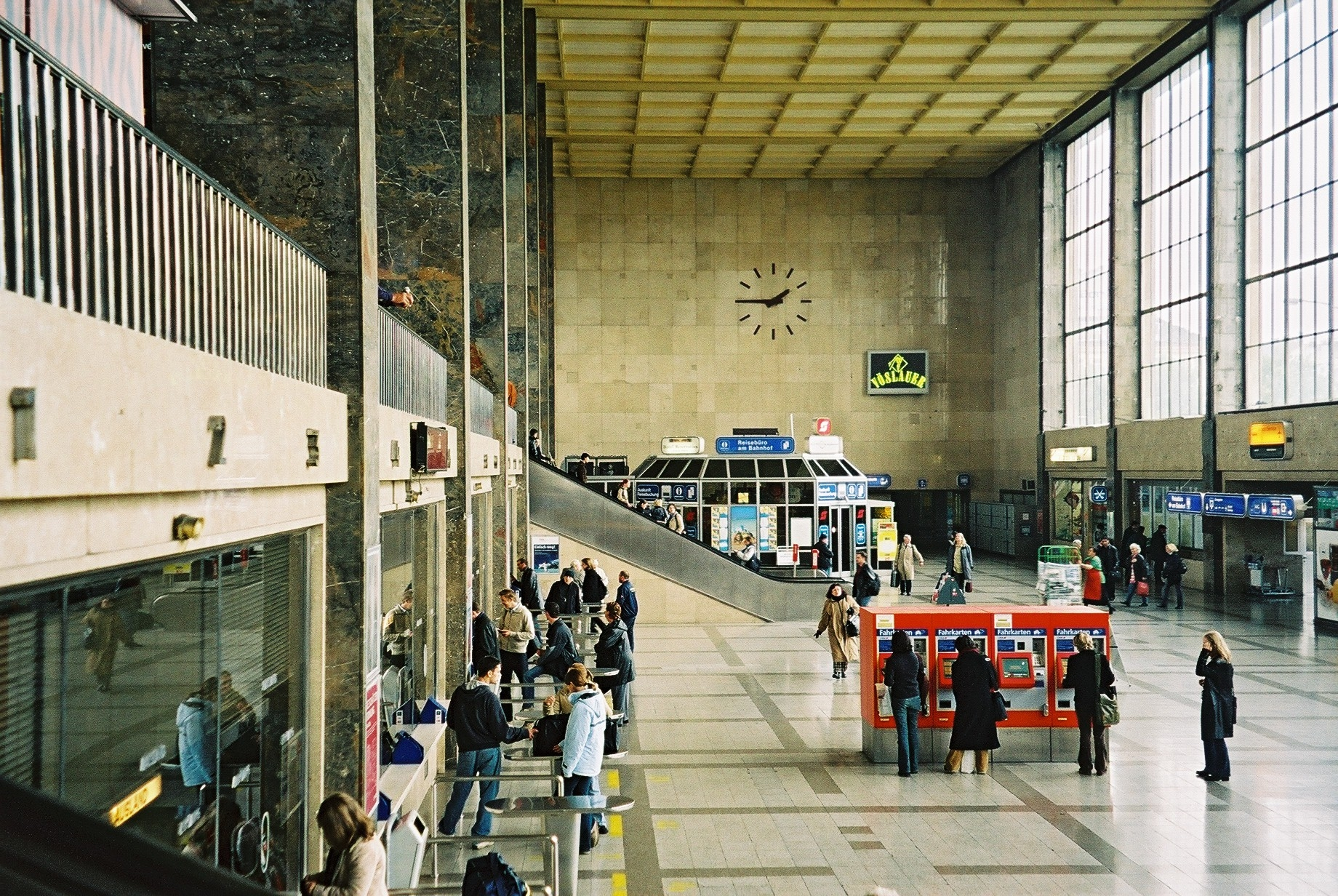
A váróterem 2002-ben
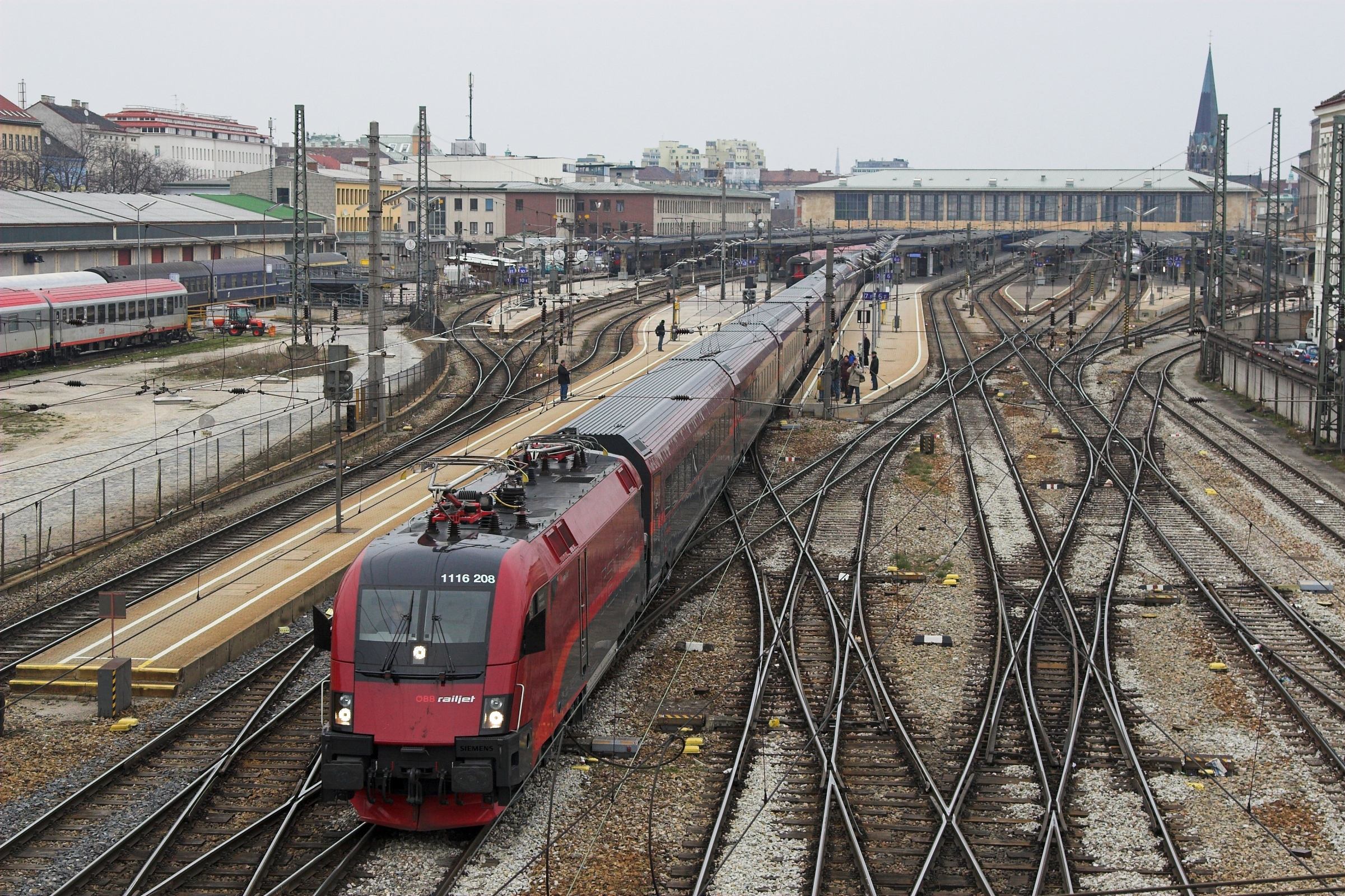
Már csak emlék a Nyugatiban: egy induló Railjet
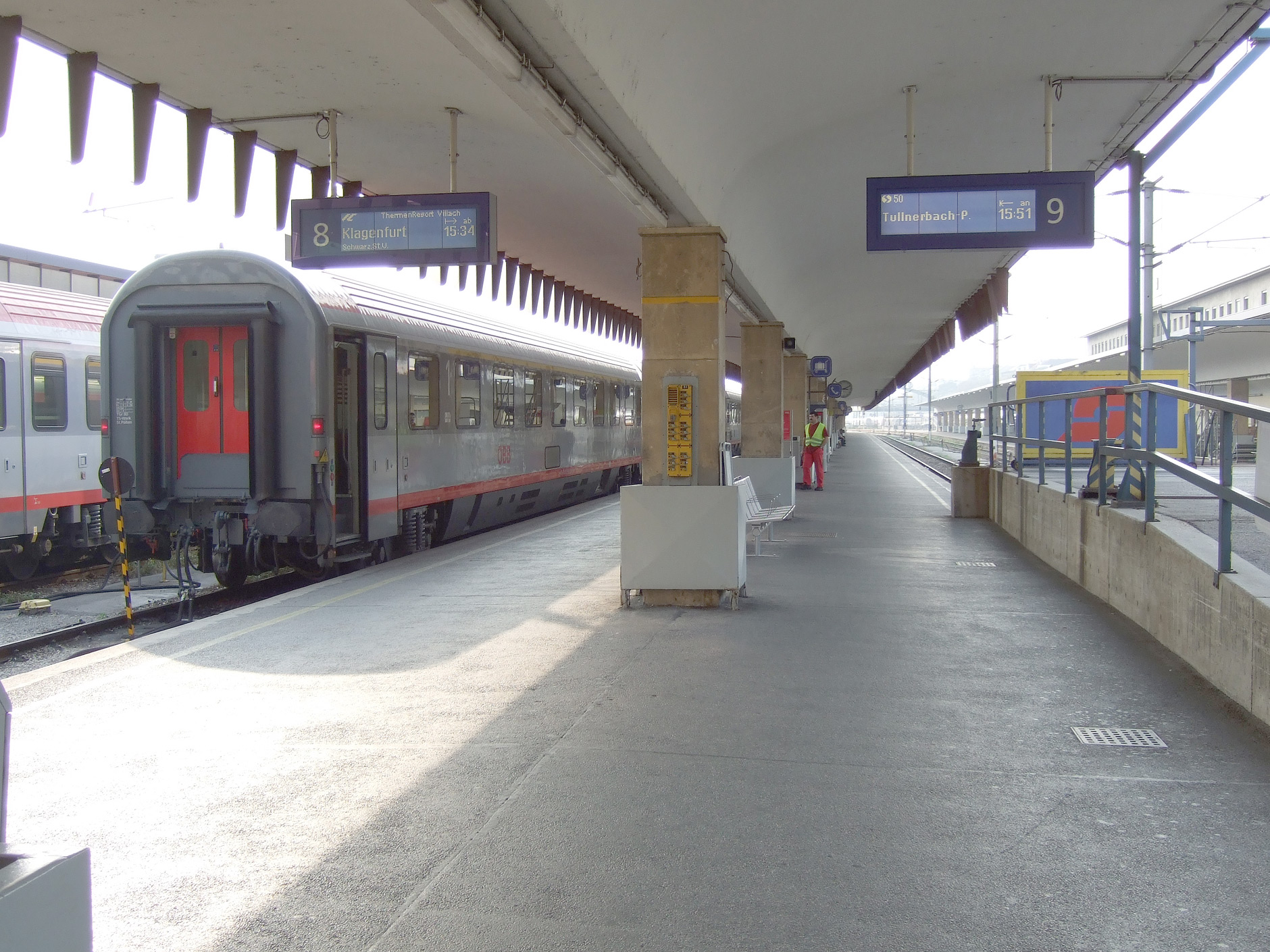
Peron
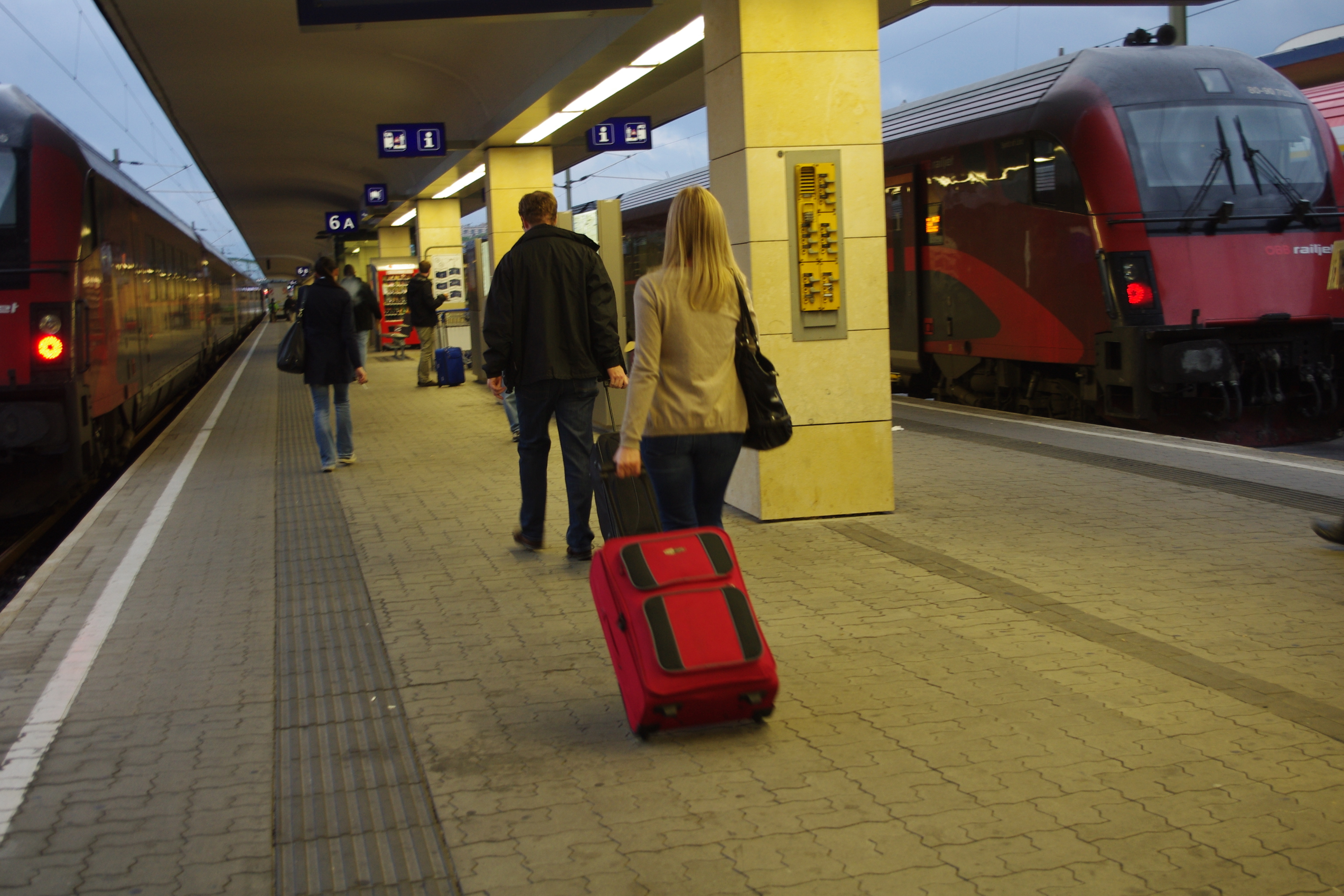
Peron
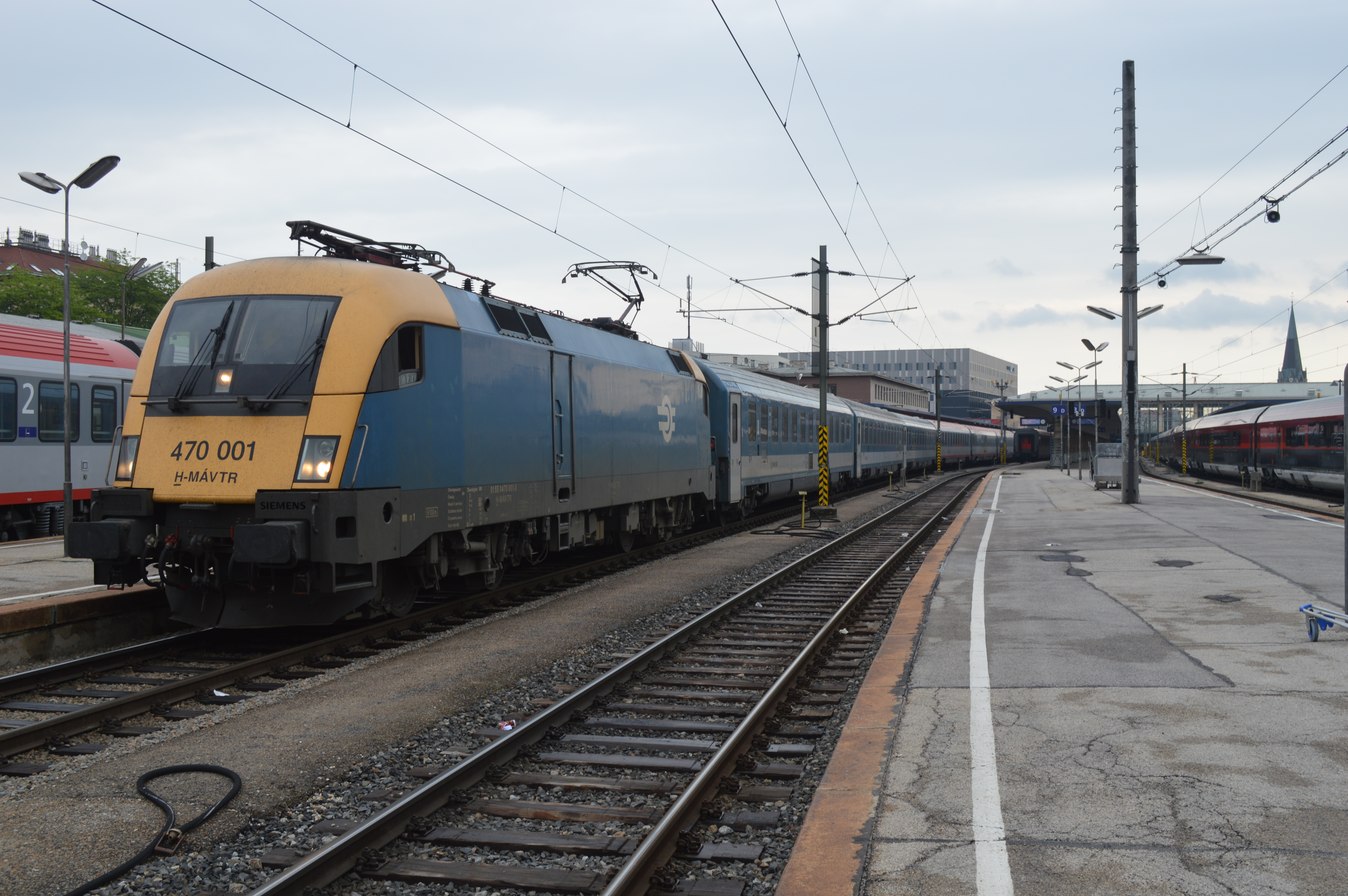
MÁV-START-szerelvény a Westbahnhofon
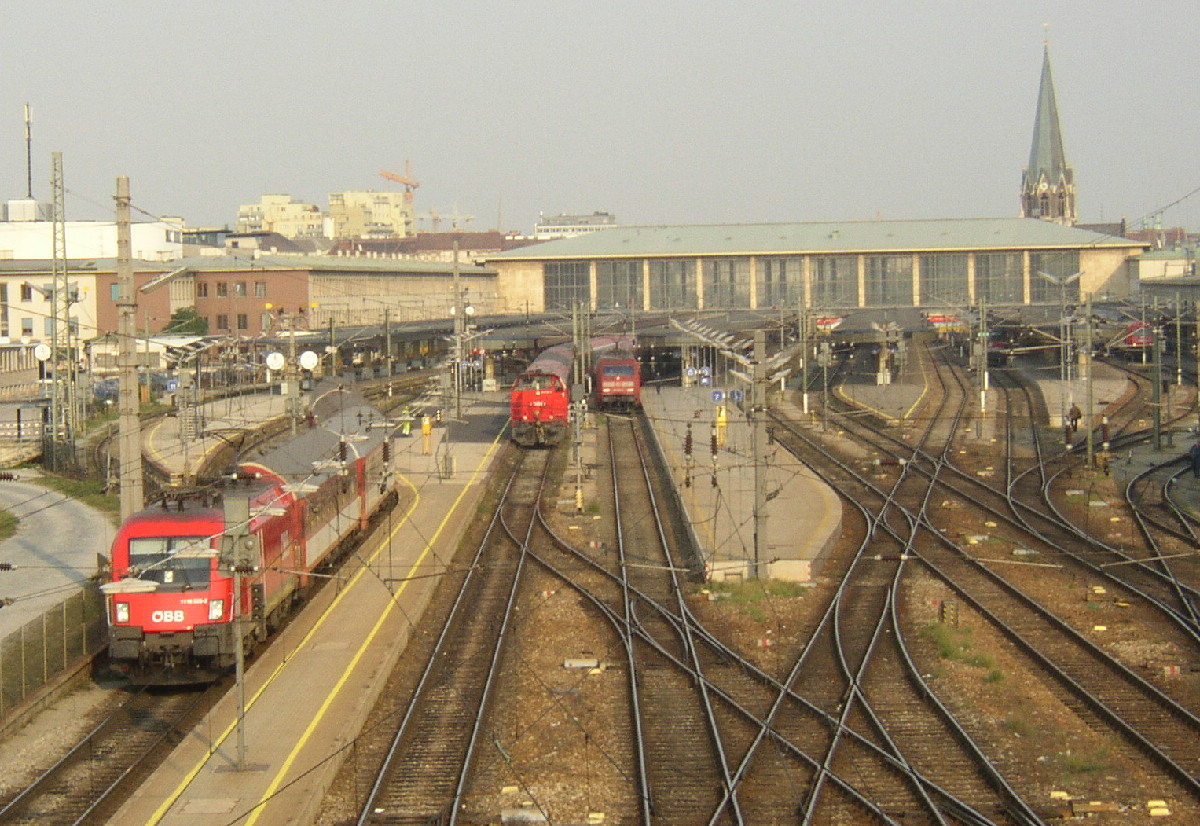
Váltókörzet